# Miltochrista mindorana
Miltochrista mindorana là một loài bướm đêm thuộc phân họ Arctiinae, họ Erebidae.